# SIXTEEN GEMS
『SIXTEEN GEMS』（シクスティーン・ジェムス）は、PEARLの3枚目のベスト・アルバム。

## 概要
田村直美がソロ活動中にリリースした第1期時代の楽曲を集めた16曲入りベスト・アルバム。

## 収録曲
1. Cry My Boy
作詞・作曲：田村直美　編曲：PEARL
2. Cool Down－特別な愛の歌－
作詞・作曲：田村直美　編曲：PEARL
3. アコースティック・レディ
作詞・作曲：田村直美　編曲：PEARL
4. センチュリー・トイズ
作詞・作曲：田村直美　編曲：PEARL
5. 誓書 -バイブル-
作詞・作曲：田村直美　編曲：PEARL
6. プレシャス・ラブ
作詞・作曲：田村直美　編曲：中村哲
7. LIFE 
作詞・作曲：田村直美　編曲：井上龍仁・須貝幸生・神長弘一
8. 哀しいほどのBLUE SKY
作詞・作曲：田村直美　編曲：井上龍仁・須貝幸生・神長弘一
9. 風よ
作詞・作曲：田村直美　編曲：井上龍仁・須貝幸生・神長弘一
10. CRYING BIRD
作詞・作曲：田村直美　編曲：井上龍仁・須貝幸生・神長弘一
11. 口唇に気高さを
作詞・作曲：田村直美　編曲：井上龍仁・須貝幸生・神長弘一
12. 泣きくずれる君を抱きしめて
作詞・作曲：田村直美　編曲：井上龍仁・須貝幸生・神長弘一
13. 風がやんだら
作詞・作曲：田村直美　編曲：井上龍仁・須貝幸生・神長弘一
14. 誰があの空涙の色に
作詞：田村直美　作曲：井上龍仁・須貝幸生　編曲：須貝幸生・神長弘一
15. ONE STEP(INNER VERSION)
作詞・作曲：田村直美　編曲：須貝幸生・神長弘一
16. ALL RIGHT(COOL VERSION)
作詞・作曲：田村直美　編曲：井上龍仁・須貝幸生・神長弘一